# Londoner Psalterkarte

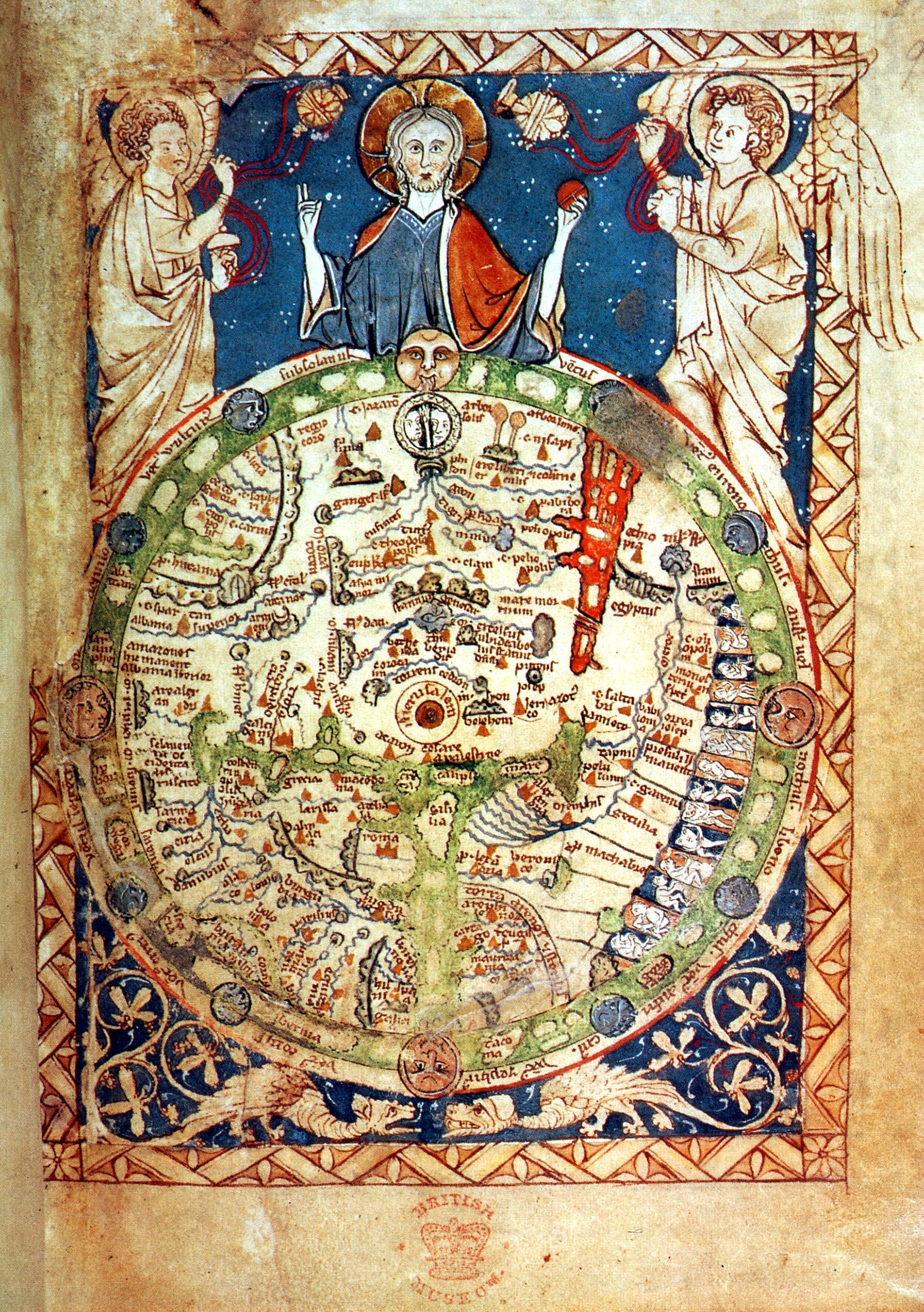
Psalterkarte, um 1260

Als Londoner Psalterkarte (engl. Psalter world map) bezeichnet man eine mittelalterliche Weltkarte, die in einem Psalter gefunden wurde. Diese mappa mundi wird in der British Library in London unter der Signatur Add. MS 28681 verwahrt.
Besonders an dieser Karte ist der Detailreichtum, obwohl sie nur etwa 9,5 cm hoch ist. Der Entstehungszeitpunkt ist um 1260 anzusetzen. Der Autor ist unbekannt. Anna-Dorothee von den Brincken zufolge wirkt die Psalterkarte wie eine Kleinausgabe der Ebstorfer Weltkarte.

## Allgemeines
Als eine typische mappa mundi stellt die Londoner Psalterkarte das geografische und historische Wissen nicht nur dar, sondern auch in einen Heilszusammenhang. Jesus selbst erscheint im Osten der Karte, das heißt am oberen Rand der Karte, denn die Weltkarten des europäischen Mittelalters waren meist geostet, nicht genordet. Mit der rechten Hand gibt Jesus seinen Segen, in der linken Hand hält er eine kleine Weltkugel, die beiden Querstriche auf der Kugel teilen diese in die drei im europäischen Kulturraum damals bekannten Kontinente Europa, Afrika und Asien – letzteres ist traditionell in gleicher Größe wie die beiden übrigen Kontinente abgebildet.
Das Festland der drei Kontinente ist vom Weltozean als einem breiten bunten Ring umgeben, in dem zahlreiche Inseln zu sehen sind. Um den Ozeanstreifen herum ist ein weiterer Ring gelegt, dessen äußerer Rand regelmäßig verteilte Beschriftungen enthält: Bezeichnungen der Himmelsrichtungen und der Winde. Diese sind in zwölf gleichmäßig verteilten Medaillons in Form von menschlichen Gesichtern auch bildlich dargestellt. Die vier Hauptwinde werden in Größe und Farbe deutlich gegenüber den acht Nebenwinden hervorgehoben. Würden die Medaillons des östlichen und des westlichen sowie des nördlichen und des südlichen Hauptwindes durch das Zentrum der Karte hindurch miteinander verbunden, ergäbe sich die Form eines Kreuzes.
Entgegen anderen Annahmen war sich die mittelalterliche Wissenschaft dessen bewusst, dass die Erde eine Kugel und nicht etwa eine flache Scheibe ist. Kartenautoren wie auch der unbekannte Autor der Londoner Psalterkarte stellten aus Gründen der Zweckmäßigkeit nur den Teil dar, der Menschen aus den drei dargestellten Erdteilen tatsächlich bekannt war. Übrige Erdteile wurden vermutet, da sie als für das Gleichgewicht der Erde notwendig angenommen wurden, sie galten jedoch wegen des Weltozeans und wegen der Hitze um den Äquator herum als nicht erreichbar. So erscheint die zur Entstehungszeit bekannte Welt in der Psalterkarte als vom Ozean mit Inseln umgeben.

## T-O-Schema
Die Londoner Psalterkarte folgt dem für mappae mundi typischen T-O-Schema. Das bedeutet, dass die gesamte bekannte Welt in einem Kreis (dem Erdkreis, der das «O» darstellt) eingeschlossen und durch ein «T» (das durch das Mittelmeer, den Nil und den Don gebildet wird) in die damals bekannten drei Kontinente Asien, Afrika und Europa eingeteilt ist. Asien befindet sich dabei über dem «T», Europa links unten und Afrika rechts unten. Jerusalem, das Zentrum der Karte, befindet sich genau in der Mitte.

## Zentrum: Heiliges Land

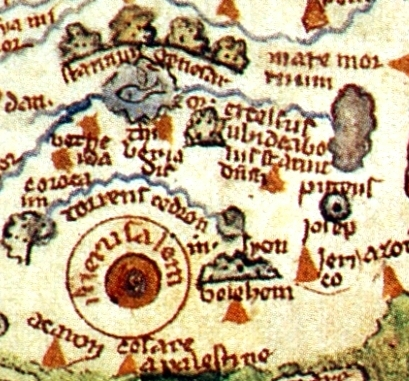
Heiliges Land (Ausschnitt)

Der Nabel der Welt, das Zentrum der klassischen mappa mundi, ist Jerusalem, wodurch die Bedeutung dieser Stadt für die jüdisch-christliche Heilsgeschichte herausgestellt wird. Das Heilige Land ist besonders groß und detailreich wiedergegeben. Im See Genezareth erkennt man einen Fisch und damit einen Verweis auf den Beruf des Apostels Petrus.

## Osten: Paradies

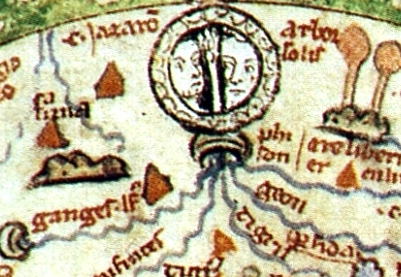
Paradies

Im Osten der Karte, also oben, fließen fünf Flüsse aus dem Paradies. Der Autor hat zu den vier in der Literatur erwähnten Flüssen (darunter der Tigris) den Ganges hinzugefügt. Im Paradies sind Adam und Eva zu sehen, zwischen ihnen anzunehmenderweise der Baum der Erkenntnis.
Südlich vom Paradies (rechts) stehen zwei Bäume, der Sonnen- und der Mondbaum, die in einer Geschichte über Alexander den Großen erwähnt werden.

## Nordosten

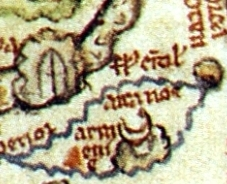
Arche Noah

Auf einem Berg, neben dem armenie steht, befindet sich die Arche Noah. Nördlich davon (links) sieht man ein Tor, mit dem Alexander wilde Völkerschaften hinter eine Bergkette eingesperrt hat.

## Nordwesten: Europa

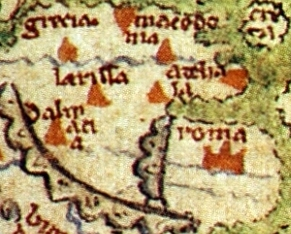
Griechenland und Rom

Europa ist relativ detailliert und nach modernen Maßstäben proportionsgerecht abgebildet. Einen großen Raum nehmen das etwas unförmig dargestellte Italien mit Rom und vor allem das antike Griechenland mit grecia und macedonia ein, der Heimat des Alexander. Bergketten stellen das Apennin und die Alpen dar. Dalmatia ist reichlich von der Küste entfernt.

## Mittelmeer und Nildelta

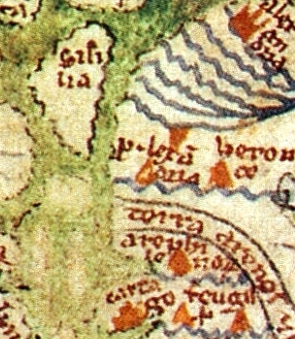
Sizilien und Nildelta

Im Mittelmeer, das Europa und Afrika voneinander trennt, schwimmen einige Inseln. sicilia ist außer durch die Beschriftung auch an der dreieckigen Form erkennbar, für die die Insel bekannt war. Gegenüber Sizilien liegt das gefächerte Delta des Nils.
Im Westen des Kartenausschnitts (unten) ist ein Stadtsymbol mit
cartago, der von den Römern zerstörten Stadt.

## Süden: Monstren

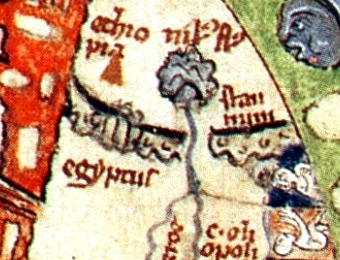
Ägypten, Äthiopien, Rotes Meer, rechts Monstren

Auf einigen älteren Weltkarten wird im Süden mit einem Landstreifen der Vierte Kontinent auf der Südhalbkugel angedeutet. Dort sind meist die Antipoden angesiedelt, die als Monstren dargestellt werden. Diese sind auf der Londoner Psalterkarte – wie auch auf anderen historischen Kartenwerken – gleichsam an den Südrand von Afrika gerutscht.
In der Mitte des Kartenausschnitts sieht man den Schriftzug egyptus, und die Darstellung des Roten Meeres (tatsächlich rot koloriert) weist eine Art Landbrücke nach Norden (nach links) auf. Die Assoziation des Schilfmeers aus Tanach und Bibel, das Mose beim Auszug aus Ägypten durchquerte, liegt nahe.
Hinter einem Gebirge östlich (oberhalb) von Ägypten liegt das dem Namen nach bekannte Äthiopien, in dessen Nähe die Quelle des Nils zu sehen ist – diese wurde von den Europäern erst im 19. Jahrhundert entdeckt.